# Lewis McGugan
Lewis Shay McGugan (* 25. Oktober 1988 in Nottingham) ist ein englischer Fußballspieler. 

## Sportlicher Werdegang

### Nottingham Forest
Lewis McGugan stammt aus der Jugendabteilung von Nottingham Forest. Im Jahre 2006 unterschrieb McGugan einen Profivertrag bei seinem Heimatverein. Seine Laufbahn startete er in der Saison 2006/2007 in der dritthöchsten englischen Spielklasse, der Football League One. Nottingham Forest belegte am Ende der Saison Platz 4, konnte sich jedoch in den anschließenden Play-offs nicht für die zweite Liga qualifizieren.
In der Saison 2007/2008 avancierte er zum Leistungsträger bei Nottingham. Forest belegte am Ende der Saison Platz 2 und schaffte damit den direkten Aufstieg in die zweithöchste englische Spielklasse. Dank seiner guten Leistungen verlängerte Nottingham seinen Vertrag um weitere 3 Jahre.
Durch den Aufstieg in der vergangenen Saison bestritt McGugan in der Saison 2008/09 nun erstmals Spiele in der Football League Championship. Während der Saison hatte er mit Verletzungsproblemen zu kämpfen, aber im Januar 2009 wurden er bei der Wahl der besten englischen Spieler außerhalb der Premier League auf Platz 16 gewählt. Seine Trefferausbeute lag in dieser Saison bei 5 Toren in 33 Spielen.
In der Saison 2009/10 bestritt Lewis McGugan 19 Spiele und erzielte 3 Tore. Als Tabellendritter hinter Newcastle United und West Bromwich Albion verpasste er mit seiner Mannschaft in der ersten Play-off-Runde gegen den späteren Aufsteiger FC Blackpool den Aufstieg nur knapp. Auch 2010/11 erreichte der gut in die Saison startende McGugan (40 Spiele/13 Tore) mit seinem Team das Play-off-Halbfinale, verpasste jedoch gegen Swansea City (0:0 und 1:3) erneut den Aufstieg in die Premier League.

### FC Watford
Nach Ablauf der Saison 2012/13 entschied sich McGugan gegen eine Vertragsverlängerung in Nottingham und wechselte ablösefrei zum Ligarivalen FC Watford. Am 19. November 2014 wechselte McGugan auf Leihbasis zu Sheffield Wednesday.

### Sheffield Wednesday
Im Juli 2015 nahm der Zweitligist Sheffield Wednesday McGugan nach dem erfolgreichen Leihgeschäft fest für drei Jahre unter Vertrag.